# Матч всех звёзд НХЛ 2022
66-й матч всех звёзд Национальной хоккейной лиги состоялся 5 февраля 2022 года, в городе Парадайс штат Невада, на домашней арене клуба «Вегас Голден Найтс», «Ти-Мобайл Арене». Этот матч стал первым в истории города. Победителем матча стала сборная звёзд Столичного дивизиона, а самым ценным игроком был признан нападающий «Филадельфии Флайерз» Клод Жиру.

## Формат
Матч звёзд проходит в формате мини-турнира 3 на 3. На полуфинальной стадии между собой встречаются сборные звёзд Столичного и Тихоокеанского дивизионов, а также Центрального и Атлантического. Победители каждого матча встречаются в финале для определения победителя турнира. Продолжительность каждого матча 20 минут. По истечении 10 минут каждого матча, команды меняются воротами. При ничейном счёте после 20 минут победитель определяется в серии буллитов. Команда победившая в финале получает $ 1 млн.

## Определение составов
Голосование болельщиков на определение капитанов дивизионов стартовало 11 декабря 2021 года и продлилось до 8 января 2022 года. Победителями голосования стали: Остон Мэттьюс из «Торонто Мейпл Лифс» в Атлантическом дивизионе, Александр Овечкин из «Вашингтон Кэпиталз» в Столичном дивизионе, Натан Маккиннон из «Колорадо Эвеланш» в Центральном дивизионе и Коннор Макдэвид из «Эдмонтон Ойлерз» в Тихоокеанском дивизионе.
11 января были объявлены тренеры команд. Исполняющий обязанности главного тренера «Флориды Пантерз» Эндрю Брюнетт возглавил Атлантический дивизион, наставник «Каролины Харрикейнз» Род Бриндамор — Столичный дивизион, Джаред Беднар из «Колорадо Эвеланш» — Центральный дивизион, а главный тренер «Вегас Голден Найтс» Питер Дебур — Тихоокеанский дивизион. Тренеры определялись по наивысшему проценту набранных командой очков в своих дивизионах на 11 января.
13 января были объявлены составы участников матча. Также болельщики дополнительно могли выбрать по одному игроку для каждого дивизиона в голосовании Last Men In, которое прошло с 13 по 17 января. Победителями голосования стали: Мика Зибанежад из «Нью-Йорк Рейнджерс» в Столичном дивизионе, капитан «Тампа-Бэй Лайтнинг» Стивен Стэмкос в Атлантическом дивизионе, Назем Кадри из «Колорадо Эвеланш» в Центральном дивизионе и Трой Терри из «Анахайм Дакс» в Тихоокеанском. После отказа Мики Зибанежада от участия в матче звёзд, его место в Столичном дивизионе занял нападающий «Питтсбург Пингвинз» Джейк Генцел.
Из-за травмы полученной 26 января Натан Маккиннон не принимал участие в матче звёзд. Его место в составе занял защитник «Нэшвилл Предаторз» Роман Йоси, а нападающий «Даллас Старз» Джо Павелски был назначен капитаном Центрального дивизиона.
2 февраля Александр Овечкин был включен в COVID-протокол из-за чего пропустил матч всех звёзд. Его место в составе занял одноклубник Том Уилсон, а капитаном Столичного дивизиона был назначен нападающий «Филадельфии Флайерз» Клод Жиру. Также лига дозаявила на матч нападающего «Вегас Голден Найтс» Жонатана Маршессо.

### Восточная конференция
| Атлантический дивизион | Атлантический дивизион | Атлантический дивизион | Атлантический дивизион |
| ---------------------- | ---------------------- | ---------------------- | ---------------------- |
| Вратари                |                        |                        |                        |
| Номер                  | Страна                 | Имя                    | Клуб                   |
| 36                     | Флаг США               | Джек Кэмпбелл          | «Торонто Мейпл Лифс»   |
| 88                     | Флаг России            | Андрей Василевский     | «Тампа-Бэй Лайтнинг»   |
| Защитники              |                        |                        |                        |
| Номер                  | Страна                 | Имя                    | Клуб                   |
| 26                     | Флаг Швеции            | Расмус Далин           | «Баффало Сейбрз»       |
| 77                     | Флаг Швеции            | Виктор Хедман          | «Тампа-Бэй Лайтнинг»   |
| Нападающие             |                        |                        |                        |
| Номер                  | Страна                 | Имя                    | Клуб                   |
| 7                      | Флаг США               | Брэди Ткачук           | «Оттава Сенаторз»      |
| 11                     | Флаг Канады            | Джонатан Юбердо        | «Флорида Пантерз»      |
| 14                     | Флаг Канады            | Ник Сузуки             | «Монреаль Канадиенс»   |
| 34                     | Флаг США               | Остон Мэттьюс —        | «Торонто Мейпл Лифс»   |
| 37                     | Флаг Канады            | Патрис Бержерон        | «Бостон Брюинз»        |
| 71                     | Флаг США               | Дилан Ларкин           | «Детройт Ред Уингз»    |
| 91                     | Флаг Канады            | Стивен Стэмкос         | «Тампа-Бэй Лайтнинг»   |

| Столичный дивизион | Столичный дивизион | Столичный дивизион | Столичный дивизион     |
| ------------------ | ------------------ | ------------------ | ---------------------- |
| Вратари            |                    |                    |                        |
| Номер              | Страна             | Имя                | Клуб                   |
| 31                 | Флаг Дании         | Фредерик Андерсен  | «Каролина Харрикейнз»  |
| 35                 | Флаг Канады        | Тристан Джарри     | «Питтсбург Пингвинз»   |
| Защитники          |                    |                    |                        |
| Номер              | Страна             | Имя                | Клуб                   |
| 3                  | Флаг Канады        | Адам Пелек         | «Нью-Йорк Айлендерс»   |
| 8                  | Флаг США           | Зак Веренски       | «Коламбус Блю Джекетс» |
| Нападающие         |                    |                    |                        |
| Номер              | Страна             | Имя                | Клуб                   |
| 20                 | Флаг Финляндии     | Себастьян Ахо      | «Каролина Харрикейнз»  |
| 20                 | Флаг США           | Крис Крайдер       | «Нью-Йорк Рейнджерс»   |
| 28                 | Флаг Канады        | Клод Жиру —        | «Филадельфия Флайерз»  |
| 43                 | Флаг Канады        | Том Уилсон         | «Вашингтон Кэпиталз»   |
| 59                 | Флаг США           | Джейк Генцел       | «Питтсбург Пингвинз»   |
| 86                 | Флаг США           | Джек Хьюз          | «Нью-Джерси Девилз»    |
| 92                 | Флаг России        | Евгений Кузнецов   | «Вашингтон Кэпиталз»   |

### Западная конференция
| Центральный дивизион | Центральный дивизион | Центральный дивизион | Центральный дивизион |
| -------------------- | -------------------- | -------------------- | -------------------- |
| Вратари              |                      |                      |                      |
| Номер                | Страна               | Имя                  | Клуб                 |
| 33                   | Флаг Канады          | Кэм Тэлбот           | «Миннесота Уайлд»    |
| 74                   | Флаг Финляндии       | Юусе Сарос           | «Нэшвилл Предаторз»  |
| Защитники            |                      |                      |                      |
| Номер                | Страна               | Имя                  | Клуб                 |
| 8                    | Флаг Канады          | Кейл Макар           | «Колорадо Эвеланш»   |
| 59                   | Флаг Швейцарии       | Роман Йоси           | «Нэшвилл Предаторз»  |
| Нападающие           |                      |                      |                      |
| Номер                | Страна               | Имя                  | Клуб                 |
| 9                    | Флаг США             | Клейтон Келлер       | «Аризона Койотис»    |
| 12                   | Флаг США             | Алекс Дебринкэт      | «Чикаго Блэкхокс»    |
| 16                   | Флаг США             | Джо Павелски —       | «Даллас Старз»       |
| 25                   | Флаг Канады          | Джордан Кайру        | «Сент-Луис Блюз»     |
| 81                   | Флаг США             | Кайл Коннор          | «Виннипег Джетс»     |
| 91                   | Флаг Канады          | Назем Кадри          | «Колорадо Эвеланш»   |
| 97                   | Флаг России          | Кирилл Капризов      | «Миннесота Уайлд»    |

| Тихоокеанский дивизион | Тихоокеанский дивизион | Тихоокеанский дивизион | Тихоокеанский дивизион |
| ---------------------- | ---------------------- | ---------------------- | ---------------------- |
| Вратари                |                        |                        |                        |
| Номер                  | Страна                 | Имя                    | Клуб                   |
| 35                     | Флаг США               | Тэтчер Демко           | «Ванкувер Кэнакс»      |
| 36                     | Флаг США               | Джон Гибсон            | «Анахайм Дакс»         |
| Защитники              |                        |                        |                        |
| Номер                  | Страна                 | Имя                    | Клуб                   |
| 7                      | Флаг Канады            | Алекс Пьетранжело      | «Вегас Голден Найтс»   |
| Нападающие             |                        |                        |                        |
| Номер                  | Страна                 | Имя                    | Клуб                   |
| 7                      | Флаг Канады            | Джордан Эберле         | «Сиэтл Кракен»         |
| 9                      | Флаг Швеции            | Адриан Кемпе           | «Лос-Анджелес Кингз»   |
| 13                     | Флаг США               | Джонни Годро           | «Калгари Флэймз»       |
| 19                     | Флаг США               | Трой Терри             | «Анахайм Дакс»         |
| 28                     | Флаг Швейцарии         | Тимо Майер             | «Сан-Хосе Шаркс»       |
| 29                     | Флаг Германии          | Леон Драйзайтль        | «Эдмонтон Ойлерз»      |
| 61                     | Флаг Канады            | Марк Стоун             | «Вегас Голден Найтс»   |
| 81                     | Флаг Канады            | Жонатан Маршессо       | «Вегас Голден Найтс»   |
| 97                     | Флаг Канады            | Коннор Макдэвид —      | «Эдмонтон Ойлерз»      |

## «Олл-Стар Скиллз»
4 февраля прошло «Мастер-шоу», которое состояло из 7 конкурсов, включая два абсолютно новых. Победителем первого конкурса на скорость стал нападающий «Сент-Луис Блюз» Джордан Кайру (13,550 секунды). Победителями конкурса вратарских сейвов стали голкиперы Атлантического дивизиона Джек Кэмпбелл и Андрей Василевский (9 сейвов подряд). Следующий конкурс состоялся на фонтанах у отеля-казино «Белладжио» (англ. NHL Fountain Face-Off), где участникам необходимо было поразить 5 целей за наименьшее время. Его победителем стал защитник «Коламбуса» Зак Веренски (25,634 секунды). Конкурс на самый сильный бросок выиграл защитник «Тампы» Виктор Хедман (103,2 миль/час). Впервые с 2016 года проводился конкурс выходов один на один, победителем которого стал защитник местной команды Алекс Пьетранжело. Следующим конкурсом стал «хоккейный блэкджек» (англ. NHL 21 in '22), который проходил на бульваре Лас-Вегас и его выиграл нападающий «Даллас Старз» Джо Павелски. В заключительном конкурсе на точность броска лучший результат показал нападающий «Каролины» Себастьян Ахо (10,937 секунды). Победитель каждого конкурса получил по $ 30 тыс.

## Сетка
|  | Полуфинал              | Полуфинал              | Полуфинал              | Полуфинал              | Полуфинал              | Полуфинал              | Полуфинал              | Полуфинал              | Полуфинал              | Полуфинал |                    |                    | Финал                | Финал                | Финал                | Финал                | Финал                | Финал                | Финал                | Финал                | Финал                | Финал |
|  |                        |                        |                        |                        |                        |                        |                        |                        |                        |           |                    |                    |                      |                      |                      |                      |                      |                      |                      |                      |                      |       |
|  | Тихоокеанский дивизион | Тихоокеанский дивизион | Тихоокеанский дивизион | Тихоокеанский дивизион | Тихоокеанский дивизион | Тихоокеанский дивизион | Тихоокеанский дивизион | Тихоокеанский дивизион | Тихоокеанский дивизион | 4         |                    |                    |                      |                      |                      |                      |                      |                      |                      |                      |                      |       |
|  | Тихоокеанский дивизион | Тихоокеанский дивизион | Тихоокеанский дивизион | Тихоокеанский дивизион | Тихоокеанский дивизион | Тихоокеанский дивизион | Тихоокеанский дивизион | Тихоокеанский дивизион | Тихоокеанский дивизион | 4         |                    |                    |                      |                      |                      |                      |                      |                      |                      |                      |                      |       |
|  | Столичный дивизион     | Столичный дивизион     | Столичный дивизион     | Столичный дивизион     | Столичный дивизион     | Столичный дивизион     | Столичный дивизион     | Столичный дивизион     | Столичный дивизион     | 6         |                    |                    |                      |                      |                      |                      |                      |                      |                      |                      |                      |       |
|  |                        |                        |                        |                        |                        |                        |                        |                        |                        |           | Столичный дивизион | Столичный дивизион | Столичный дивизион   | Столичный дивизион   | Столичный дивизион   | Столичный дивизион   | Столичный дивизион   | Столичный дивизион   | Столичный дивизион   | 5                    |                      |       |
|  |                        |                        |                        |                        |                        |                        |                        |                        |                        |           | Столичный дивизион | Столичный дивизион | Столичный дивизион   | Столичный дивизион   | Столичный дивизион   | Столичный дивизион   | Столичный дивизион   | Столичный дивизион   | Столичный дивизион   | 5                    |                      |       |
|  |                        |                        |                        |                        |                        |                        |                        |                        |                        |           |                    |                    | Центральный дивизион | Центральный дивизион | Центральный дивизион | Центральный дивизион | Центральный дивизион | Центральный дивизион | Центральный дивизион | Центральный дивизион | Центральный дивизион | 3     |
|  | Центральный дивизион   | Центральный дивизион   | Центральный дивизион   | Центральный дивизион   | Центральный дивизион   | Центральный дивизион   | Центральный дивизион   | Центральный дивизион   | Центральный дивизион   | 8         |                    |                    | Центральный дивизион | Центральный дивизион | Центральный дивизион | Центральный дивизион | Центральный дивизион | Центральный дивизион | Центральный дивизион | Центральный дивизион | Центральный дивизион | 3     |
|  | Центральный дивизион   | Центральный дивизион   | Центральный дивизион   | Центральный дивизион   | Центральный дивизион   | Центральный дивизион   | Центральный дивизион   | Центральный дивизион   | Центральный дивизион   | 8         |                    |                    |                      |                      |                      |                      |                      |                      |                      |                      |                      |       |
|  | Атлантический дивизион | Атлантический дивизион | Атлантический дивизион | Атлантический дивизион | Атлантический дивизион | Атлантический дивизион | Атлантический дивизион | Атлантический дивизион | Атлантический дивизион | 5         |                    |                    |                      |                      |                      |                      |                      |                      |                      |                      |                      |       |
|  | Атлантический дивизион | Атлантический дивизион | Атлантический дивизион | Атлантический дивизион | Атлантический дивизион | Атлантический дивизион | Атлантический дивизион | Атлантический дивизион | Атлантический дивизион | 5         |                    |                    |                      |                      |                      |                      |                      |                      |                      |                      |                      |       |
|  |                        |                        |                        |                        |                        |                        |                        |                        |                        |           |                    |                    |                      |                      |                      |                      |                      |                      |                      |                      |                      |       |

## Матчи

### Полуфинал
| 5 февраля 2022 12:17 | Тихоокеанский дивизион | 4 : 6 (1:3, 3:3) | Столичный дивизион | «Ти-Мобайл Арена», Парадайс Зрителей: 17 419 |

| Отчёт | Отчёт                                                     | Отчёт | Отчёт                                                        | Отчёт                                                                     |
| --- | --------------------------------------------------------- | --- | ------------------------------------------------------------ | ------------------------------------------------------------------------- |
| |                                                           | |                                                              |                                                                           |
| | Джон Гибсон — 00:00-10:00 Тэтчер Демко — 10:00-20:00      | Вратари | 00:00-10:00 — Фредерик Андерсен 10:00-20:00 — Тристан Джарри | Судьи: Горд Дуайер Стив Козари Линейные судьи: Мэтт Макферсон Скотт Черри |
| | Голы:                                                     | |                                                              | Судьи: Горд Дуайер Стив Козари Линейные судьи: Мэтт Макферсон Скотт Черри |
| Тимо Майер — 02:27 (Т. Терри, Дж. Годро) Жонатан Маршессо — 12:27 (Л. Драйзайтль, М. Стоун) Джордан Эберле — 14:27 (Т. Майер) Марк Стоун — 19:38 (Ж. Маршессо, А. Пьетранжело) | 0 : 1 : 1 1 : 2 1 : 3 2 : 3 3 : 3 3 : 4 3 : 5 3 : 6 4 : 6 | 00:13 — Том Уилсон (Е. Кузнецов) 03:08 — Клод Жиру (З. Веренски) 03:20 — Себастьян Ахо (Дж. Генцел) 16:16 — Джек Хьюз (А. Пелек) 17:40 — Джейк Генцел (К. Жиру) 18:51 — Джек Хьюз (п.в.) (К. Крайдер) |                                                              | Судьи: Горд Дуайер Стив Козари Линейные судьи: Мэтт Макферсон Скотт Черри |
| |                                                           | |                                                              | Судьи: Горд Дуайер Стив Козари Линейные судьи: Мэтт Макферсон Скотт Черри |
| |                                                           | |                                                              | Судьи: Горд Дуайер Стив Козари Линейные судьи: Мэтт Макферсон Скотт Черри |
| |                                                           | |                                                              | Судьи: Горд Дуайер Стив Козари Линейные судьи: Мэтт Макферсон Скотт Черри |
| 0 мин | Штраф                                                     | 0 мин |                                                              | Судьи: Горд Дуайер Стив Козари Линейные судьи: Мэтт Макферсон Скотт Черри |
| 0 | Большинство                                               | 0 |                                                              |                                                                           |
| | 15                                                        | Броски | 26                                                           |                                                                           |

| 5 февраля 2022 13:19 | Центральный дивизион | 8 : 5 (3:2, 5:3) | Атлантический дивизион | «Ти-Мобайл Арена», Парадайс Зрителей: 17 419 |

| Отчёт | Отчёт                                                                         | Отчёт | Отчёт                                                        | Отчёт                                                                     |
| --- | ----------------------------------------------------------------------------- | --- | ------------------------------------------------------------ | ------------------------------------------------------------------------- |
| |                                                                               | |                                                              |                                                                           |
| | Кэм Тэлбот — 00:00-10:00 Юусе Сарос — 10:00-20:00                             | Вратари | 00:00-10:00 — Андрей Василевский 10:00-20:00 — Джек Кэмпбелл | Судьи: Горд Дуайер Стив Козари Линейные судьи: Мэтт Макферсон Скотт Черри |
| | Голы:                                                                         | |                                                              | Судьи: Горд Дуайер Стив Козари Линейные судьи: Мэтт Макферсон Скотт Черри |
| Джордан Кайру — 02:20 (К. Келлер, А. Дебринкэт) Алекс Дебринкэт — 05:25 (Дж. Кайру, К. Келлер) Назем Кадри — 05:56 (К. Макар) К. Коннор — 13:00 (Н. Кадри) Джордан Кайру — 16:36 (Р. Йоси, Дж. Павелски) Роман Йоси — 17:03 (Дж. Кайру) Алекс Дебринкэт — 18:07 (К. Капризов) Джо Павелски (п.в.) — 19:53 (К. Макар, К. Капризов) | 1 : 0 1 : 1 2 : 1 3 : 1 3 : 2 3 : 3 4 : 3 5 : 3 5 : 4 6 : 4 6 : 5 7 : 5 8 : 5 | 03:28 — Джонатан Юбердо (О. Мэттьюс) 09:19 — Остон Мэттюс (Дж. Юбердо, В. Хедман) 11:02 — Патрис Бержерон (Дж. Кемпбелл, Р. Далин) 16:48 — Расмус Далин 17:33 — Стивен Стэмкос (Б. Ткачук) |                                                              | Судьи: Горд Дуайер Стив Козари Линейные судьи: Мэтт Макферсон Скотт Черри |
| |                                                                               | |                                                              | Судьи: Горд Дуайер Стив Козари Линейные судьи: Мэтт Макферсон Скотт Черри |
| |                                                                               | |                                                              | Судьи: Горд Дуайер Стив Козари Линейные судьи: Мэтт Макферсон Скотт Черри |
| |                                                                               | |                                                              | Судьи: Горд Дуайер Стив Козари Линейные судьи: Мэтт Макферсон Скотт Черри |
| 0 мин | Штраф                                                                         | 0 мин |                                                              | Судьи: Горд Дуайер Стив Козари Линейные судьи: Мэтт Макферсон Скотт Черри |
| 0 | Большинство                                                                   | 0 |                                                              |                                                                           |
| | 23                                                                            | Броски | 18                                                           |                                                                           |

### Финал
| 5 февраля 2022 14:32 | Столичный дивизион | 5 : 3 (4:2, 1:1) | Центральный дивизион | «Ти-Мобайл Арена», Парадайс Зрителей: 17 419 |

| Отчёт | Отчёт                                                        | Отчёт | Отчёт                                             | Отчёт                                                                     |
| --- | ------------------------------------------------------------ | --- | ------------------------------------------------- | ------------------------------------------------------------------------- |
| |                                                              | |                                                   |                                                                           |
| | Тристан Джарри — 00:00-10:00 Фредерик Андерсен — 10:00-20:00 | Вратари | 00:00-10:00 — Юусе Сарос 10:00-20:00 — Кэм Тэлбот | Судьи: Горд Дуайер Стив Козари Линейные судьи: Мэтт Макферсон Скотт Черри |
| | Голы:                                                        | |                                                   | Судьи: Горд Дуайер Стив Козари Линейные судьи: Мэтт Макферсон Скотт Черри |
| Евгений Кузнецов — 00:28 (Ф. Андерсен) Клод Жиру — 03:33 (З. Веренски) Крис Крайдер — 04:50 (Д. Хьюз) Джек Хьюз — 07:55 (С. Ахо) Клод Жиру — 12:42 (Дж. Генцел, З. Веренски) | 1 : 0 1 : 1 2 : 1 3 : 1 3 : 2 4 : 2 4 : 3 5 : 3              | 01:38 — Клейтон Келлер (Р. Йоси ,Дж. Павелски) 05:27 — Назем Кадри (К. Коннор, Дж. Кайру) 11:19 — Джо Павелски (К. Капризов) |                                                   | Судьи: Горд Дуайер Стив Козари Линейные судьи: Мэтт Макферсон Скотт Черри |
| |                                                              | |                                                   | Судьи: Горд Дуайер Стив Козари Линейные судьи: Мэтт Макферсон Скотт Черри |
| |                                                              | |                                                   | Судьи: Горд Дуайер Стив Козари Линейные судьи: Мэтт Макферсон Скотт Черри |
| |                                                              | |                                                   | Судьи: Горд Дуайер Стив Козари Линейные судьи: Мэтт Макферсон Скотт Черри |
| 0 мин | Штраф                                                        | 0 мин |                                                   | Судьи: Горд Дуайер Стив Козари Линейные судьи: Мэтт Макферсон Скотт Черри |
| 0 | Большинство                                                  | 0 |                                                   |                                                                           |
| | 18                                                           | Броски | 24                                                |                                                                           |

### Комментарии
1. ↑  Заменил травмированного Дрейка Батерсона
2. ↑   Заменил Александра Овечкина, пропускавшего матч по COVID-протоколу
3. ↑  Заменил отказавшегося от участия Мику Зибанежада
4. ↑  Заменил травмированного Адама Фокса
5. ↑  Заменил травмированного Натана Маккиннона
6. ↑  Дозаявлен лигой 2 февраля